# 1896
1896 (MDCCCXCVI) je bilo prestopno leto, ki se je po gregorijanskem koledarju začelo na sredo, po 12 dni počasnejšem julijanskem koledarju pa na ponedeljek.

## Dogodki
- 27. avgust - angleško-zanzibarska vojna, ki traja vsega 32 minut.

## Rojstva
- 2. februar - Kazimierz Kuratowski, poljski matematik († 1980)
- 14. februar - Edward Arthur Milne, angleški astrofizik, matematik, kozmolog († 1950)
- 7. maj - Pavel Sergejevič Aleksandrov, ruski matematik († 1982)
- 11. maj - Josip Štolcer-Slavenski, hrvaški skladatelj († 1955)
- 8. junij - Danilo Bučar, slovenski skladatelj in dirigent(† 1971)
- 20. junij - Marija Žagar, slovenska učiteljica in knjižničarka († 1978)
- 9. avgust - Jean Piaget, švicarski psiholog († 1980)
- 22. september - Veno Pilon, slovenski slikar, grafik, fotograf († 1970)
- 11. oktober - Roman Osipovič Jakobson, ruski lingvist († 1982)
- 17. november - Lev Semjonovič Vigotski, ruski psiholog († 1934)

## Smrti
- 15. april - Vatroslav Oblak, slovenski jezikoslovec (* 1864)
- 18. avgust - Richard Avenarius, nemško-švicarski filozof (* 1843)
- 18. september - Armand-Hippolyte-Louis Fizeau, francoski fizik, (* 1819)
- 11. oktober - Anton Bruckner, avstrijski skladatelj (* 1824)
- - Joseph Remy Leopold Delboeuf, belgijski filozof, psiholog (* 1831)